# Burgensteig
Der Burgensteig ist ein 115 Kilometer langer Fernwanderweg, der die ostwestfälischen Städte Porta Westfalica im Kreis Minden-Lübbecke und Höxter im Kreis Höxter verbindet.

## Verlauf
Von der Porta Westfalica (Westfälische Pforte; ⊙), dem Durchbruch der Weser – hier trennt sie das Wiehengebirge vom Wesergebirge, führt der Weg über Dörentrup, Barntrup, Schieder-Schwalenberg (⊙) und Marienmünster (⊙) nach Höxter (⊙). Den Wanderer führt der Weg aus dem Weserbergland durch das Lipper Bergland zurück in das Weserbergland.

### Kennzeichnung
Der Burgensteig ist mit der Wegzeichen-Markierung  X 
und – soweit zweckmäßig – mit der Wegnummer „2“ (
 X2  ) gekennzeichnet.
Betreut wird der Burgensteig durch die Mitglieder des Teutoburger-Wald-Vereins.

## Übergänge
- In  Porta-Westfalica kreuzen der Weserweg ( W ) (Porta Westfalica → Bremen), der Cheruskerweg ( X3 ) (Porta Westfalica → Schlangen), der Bückeberge-Weg ( X11  Porta Westfalica → Bad Nenndorf), der Weserberglandweg ( XW ) (Porta Westfalica → Hann. Münden) sowie der Wittekindsweg (Porta Westfalica → Osnabrück)
- In Kalletal-Heidelbeck kreuzt der Karl-Bachler-Weg ( X4 ) (Bad Salzuflen → Rehburg-Loccum)
- In Kalletal-Varenholz, Barntrup und Schieder-Schwalenberg kreuzt der Dingelstedtpfad ( X5 ) (Bad Oeynhausen → Polle)
- In Blomberg kreuzt der Niedersachsenweg ( X6 ) (Detmold → Hameln)
- In Porta Westfalica kreuzt der Runenweg ( X7 ) (Porta Westfalica → Schlangen)
- In Lügde kreuzt der Emmerweg ( X8 ) (Altenbeken → Emmerthal)
- In  Dörentrup-Extertal kreuzt der Hansaweg ( X9 ) (Herford → Hameln)